# カイ・マーラー
カイ・マーラー（Kai Mahler、1995年9月11日 - ）は、スイス出身のフリースキーヤー。

## 生い立ち
母親はドイツ人、父親はスイス人。

## 戦歴
Winter X Gamesのビッグエア種目で2つのシルバーメダルと1つのブロンズメダルを獲得。
ビッグエアーでは完成度の高いスイッチダブルミスティ1440を飛ぶことが多い。
2014年にロシアのソチで開催されたソチオリンピックではスロープスタイル種目で16位。
2015年のWinter X Gamesではビッグエアで4位。

## スポンサー
- Redbull
- APO
- Oakley
- Audi
- Sporthilfe
- Full Tilt
- Sportmittelschule
- Swisscom